# Громан, Владимир Густавович
Влади́мир Густа́вович Гро́ман (псевдоним Горн) (1874—1940) — статистик, член коллегии ЦСУ РСФСР, ЦСУ СССР, член президиума Госплана СССР

## Биография
По отцовской линии из немцев: дед, Густав Иванович Громан (нем. Elias Gustav Grohmann), родился в 1801 году в Эрфурте, в 1830 году получил степень доктора философии в Йенском университете и с 1836 года преподавал в России; отец — учитель немецкого языка. Мать — русская.
В 1894—1896 годах учился в Московском университете; был исключён за участие в революционном движении, но в 1908 году смог экстерном окончить университет.
В 1898 году вступил в РСДРП; после II съезда партии остался на платформе меньшевиков; в 1905 году был одним из авторов программы РСДРП по аграрному вопросу; в 1922 году вышел из РСДРП.
В 1897—1900 отбывал ссылку в Орлове Вятской губернии, где начал работать статистиком. В 1902—1905 годах был в ссылке в Енисейской губернии. В 1905 году работал в Тверском статистическом бюро.
В 1909—1910 годах возглавлял Пензенское статистического бюро.
На следующий день после Февральской революции был избран председателем продовольственной комиссии Петросовета, позднее — председатель Центральной продовольственной управы. После Октябрьской революции до середины 1918 — председатель Северной областной продовольственной управы. Анатолий Мариенгоф в своих воспоминаниях называет Громана «продовольственным диктатором Петрограда» и в романе «Циники» ссылается на его запрет производства и продажи мороженого.
В 1919—1920 годах работал в структурах ВСНХ. В 1920 году возглавил комиссию по учёту убытков, нанесённых Антантой. Участвовал в Генуэзской конференции в 1922 году.
В 1921—1928 годах работал в Госплане, где руководил Конъюнктурным советом (1922—1926) и сельскохозяйственной секцией (1926). Один из основных разработчиков первых «Контрольных цифр народного хозяйства СССР» и балансового метода народнохозяйственного планирования.

### Экономист
В. Г. Громан в начале 1920 годов высказал тезис о том, что «Октябрьская революция дала будто бы крестьянству меньше, чем февральская революция, что Октябрьская революция, собственно говоря, ничего не дала крестьянству».
В 1926 году В. Г. Громан и В. А. Базаров предложили метод планирования и оценки государственной экономики, основанный на «тектологических» принципах, который был признан антимарксистским.
В своих работах В. Г. Громан рассматривал экономику переходного периода как разновидность капиталистической, отрицал существование социалистического способа производства в СССР, считая его разновидностью государственного капитализма, и на этом основывал свою методологию планирования. Выступал за полную свободу рыночных отношений, считая, что только они автоматически создают контроль за производством. Обосновал понятие «восстановительного роста» экономики, выступил с идеей затухающих кривых развития.
27 декабря 1929 году на Всесоюзной конференции аграрников-марксистов в докладе «К вопросам аграрной политики в СССР» Сталин указывал:
«Не подходит также к делу трактовка Базарова и Громана баланса народного хозяйства. Схему баланса народного хозяйства СССР должны выработать революционные марксисты, если они вообще хотят заниматься разработкой вопросов экономики переходного периода» (Соч. М., 1952. Т.12. С.171-172)

### Процесс «Союзного бюро ЦК меньшевиков»
- 1930 год — арестован по делу о «Союзном бюро ЦК РСДРП(м)».
- 1931 год — Коллегия ОГПУ при СНК СССР 9 марта 1931 года вынесла приговор: 10 лет лишения свободы и 5 лет поражения в правах.

Отбывал наказание в Верхнеуральском политизоляторе, затем в Суздальском ИТЛ, где и умер 11 марта 1940 года.

## Семья
Жена – Духанина, Екатерина Петровна (1875-?), 18 мая 1897 год г. Орлов Вятской губ. бракосочетание «состоящего под гласным надзором полиции в городе Орлове бывшего студента Московского Университета, сына домашнего учителя Владимира Густавовича Громана, 23 лет, православного вероисповедания» первым браком с «состоящей под гласным надзором полиции в городе Орлове бывшей слушательницей фельдшерских Екатерининских курсов дочерью поручика Петра Николаевича Духанина девицей Екатериной, 21 года»
- Сын — Громан Сергей Владимирович, род. 4 января 1898, г. Орлов Вятская губ., учился в Пензенской гимназии в 1913—1914 г. вместе с Анатолием Мариенгофом[3], работал в тресте «Союзторгтранс», плотник по транспорту. Адрес: ул. Маркса-Энгельса, д.19, кв. 17. Расстрелян 29.05.1938 в Бутово[6].

Жена — Рязанова О. Н.
Жена – Пущеровская Екатерина Степановна (1891 - ?)
- Дочь — Писняченко-Громан Наталия Владимировна (1907 - ?)
- Дочь — Рязанова-Громан Евгения Владимировна (1910 - ?)
- Сын — Дзержановский-Громан Владимир Владимирович (1911 - 1989)
- Дочь – Дзержановская-Громан Елена Владимировна (1913-?)
- Дочь – Пущеровская-Громан Анна Владимировна (1921 - ?)

## Работы
- О применении типического метода к текущей статистике
- О некоторых очередных задачах земской статистики
- К аграрной программе Российской социал-демократии
- Земельный вопрос и земельные проекты. Москва: «Новый Міръ», 1906
- Крестьянские движения за полтора века. — Москва : «Польза» В. Антик и К°, [1909]. — 111 с.
- Методология генерального плана
- Результаты работы комиссии Госплана по проверке данных об элементах сельскохозяйственного производства
- Хозяйственное положение С.С.С.Р. : (Статистико-экон. очерк) — Москва : Вся Россия, 1924 (Л. : тип. Изд. Сев.-зап. промбюро ВСНХ). — 64 с.
- Громан В. Г. О некоторых закономерностях, эмпирически обнаруживаемых в нашем хозяйстве. Библиогр. работ В. Г. Громана и о В. Г. Громане / Под ред. Е. Г. Ясина, В. В. Иванова. — М.: Центральный экономико-математический институт, 1991. — Т. 55. — С. 217—227. — 280 с. — (Статистика и перестройка). — ISBN 5-02-012061-8.